# Puccinia schroeteri
Puccinia schroeteri är en svampart som beskrevs av Pass. 1875. Puccinia schroeteri ingår i släktet Puccinia och familjen Pucciniaceae.   Inga underarter finns listade i Catalogue of Life.